# Đại hội Thể thao Người khuyết tật châu Á
Đại hội Thể thao Người khuyết tật châu Á là một sự kiện thể thao được tổ chức mỗi lần bốn năm ngay sau khi Đại hội Thể thao châu Á kết thúc. Đại hội này được dành cho các vận động viên đến từ khắp châu lục không may mắn có những khuyết tật thể chất. Đại hội đầu tiên được tổ chức tại Quảng Châu, Trung Quốc vào năm 2010 và trở thành thông lệ song hành bắt đầu từ Đại hội Thể thao châu Á lần thứ 16. Đại hội lần thứ ba sẽ được tổ chức tại Jakarta, Indonesia vào năm 2018.

## Danh sách Đại hội Thể thao Người khuyết tật châu Á
| Năm  | Các kỳ | Quốc gia đăng cai      | Thời gian      | Quốc gia tham dự | Số vận động viên | Số môn thi đấu | Các sự kiện thể thao | Ref          |
| ---- | ------ | ---------------------- | -------------- | ---------------- | ---------------- | -------------- | -------------------- | ------------ |
| 2010 | I      | Quảng Châu, Trung Quốc | 12–19 tháng 12 | 41               | 2,405            | 19             | 341                  |              |
| 2014 | II     | Incheon, Hàn Quốc      | 18–24 tháng 10 | 41               | 2,850            | 24             | 443                  |              |
| 2018 | III    | Jakarta, Indonesia     | 06-13 tháng 10 | 43               | 2,831            | 18             | 546                  |              |
| 2022 | IV     | Hàng Châu,Trung Quốc   |                | Chưa diễn ra     | Chưa diễn ra     | Chưa diễn ra   | Chưa diễn ra         | Chưa diễn ra |

## Bảng xếp hạng huy chương
| 1         | Trung Quốc (CHN) | 519  | 297  | 191  | 1007 |
| 2         | Hàn Quốc (KOR)   | 149  | 148  | 152  | 449  |
| 3         | Nhật Bản (JPN)   | 116  | 154  | 164  | 434  |
| 4         | Iran (IRI)       | 115  | 118  | 103  | 336  |
| 5         | Thái Lan (THA)   | 64   | 102  | 136  | 302  |
| 6         | Uzbekistan (UZB) | 58   | 21   | 25   | 114  |
| 7         | Indonesia (INA)  | 47   | 63   | 74   | 184  |
| 8         | Malaysia (MAS)   | 41   | 57   | 71   | 169  |
| 9         | Hồng Kông (HKG)  | 26   | 39   | 54   | 119  |
| 10        | Việt Nam (VIE)   | 19   | 19   | 42   | 80   |
| Tổng cộng | Tổng cộng        | 1154 | 1028 | 1012 | 3194 |